# Schizotrichella lunata
Schizotrichella lunata är en svampart som beskrevs av E.F. Morris 1956. Schizotrichella lunata ingår i släktet Schizotrichella och familjen Glomerellaceae.   Inga underarter finns listade i Catalogue of Life.